# Barbara Buczek-Płachtowa
Barbara Buczek-Płachtowa (ur. 1933 w Biłgoraju, zm. 29 stycznia 2018) – polska archeolog, pisarka, publicystka i regionalistka. Była także podróżniczką i działaczką społeczną.

## Życiorys
Córka Edwarda Buczka. Dzieciństwo i lata okupacji spędziła w rodzinnej miejscowości. Po wojnie (w latach 80.) zamieszkała na Starej Miłośnie – osiedlu na terenie dzielnicy Wesoła w Warszawie. Na łamach tygodnika Przekrój w latach 1977–1978, 1980, 1988 oraz 1998 opublikowała serię reportaży o Malediwach.
Zmarła 29 stycznia 2018, pochowano ją na cmentarzu w Starej Miłośnie.

## Książki
Barbara Buczek-Płachtowa jest autorką lub współautorką następujących publikacji książkowych:
- Dzieje dóbr Miłosna[5]
- Miłosna – Stara Miłosna 1887-2012[6]
- Na szlaku złota północy[7]
- Od kamienia do żelaza[8]
- Partyzancki czas: Biłgorajski Obwód Armii Krajowej w 1944 r. w fotografii Edwarda Buczka[9]
- Ze szkołą w Starej Miłośnie przez stulecie[10]